# Jacques Guiaud
Jacques Guiaud (n. 17 mai 1810, Chambéry, Auvergne-Rhône-Alpes, Franța – d. 24 aprilie 1876, Paris, Franța) a fost un pictor și gravor francez; cunoscut pentru peisaje, peisaje urbane, scene istorice și acuarele asortate.

## Biografie
Familia lui era originară din Marsilia. Joseph-François Guiaud, tatăl său, a fost actor la Sociétaires of the Comédie-Française⁠(d). Mama lui, Marie-Louise-Victoire de Brecq a fost artistă. Jacques s-a născut în Chambéry în timp ce părinții săi se aflau într-o călătorie de afaceri.
Primele sale lecții de artă au fost primite de la Louis Étienne Watelet⁠(d) și Léon Cogniet. A fost influențat și de pictorul peisagist, Jules Dupré⁠(d). În 1834, a obținut prima sa comandă majoră: șapte tablouri de scene istorice pentru a decora Camerele Imperiului de la Palatul Versailles. Regele Ludovic-Filip i-a cumpărat tabloul „The Pas-Bayard at Dinant”. A susținut o expoziție la aproape fiecare Salon⁠(d) din 1831 până la moartea sa; câștigând mai multe premii.
A efectuat numeroase călătorii, inclusiv una importantă în Italia în 1836. După ce s-a stabilit la Nisa în 1847, unde a dat lecții de desen, a călătorit în Elveția, Belgia, Germania, Danemarca și de-a lungul Canalului Mânecii. Multe dintre lucrările sale au fost create pentru străinii bogați care au venit în vacanță pe Coasta de Azur, precum prințesa Sofia a Suediei.
În 1860, el și familia sa s-au mutat la Paris. Cinci ani mai târziu, a fost printre cei câțiva artiști aleși pentru a decora Castelul Fontainebleau, pentru care a produs niște peisaje împădurite. A continuat să călătorească, adăugând Spania și Mallorca pe lista sa de locuri vizitate. În această perioadă, a realizat și gravuri pentru mai multe reviste, printre care Le Tour du Monde⁠(d), Journal des Artistes și L'Illustration. În plus, a creat litografii pentru a ilustra cărți; inclusiv unele dintre cele 7.000 care au apărut în Voyages pittoresques et romantiques dans l'ancienne France a baronului Isidore Taylor.
Lucrările sale pot fi văzute în muzeele din toată Franța; în special Musée Carnavalet, care are șapte dintre picturile sale cu scene din Asediul Parisului.

## Lucrări (selecție)

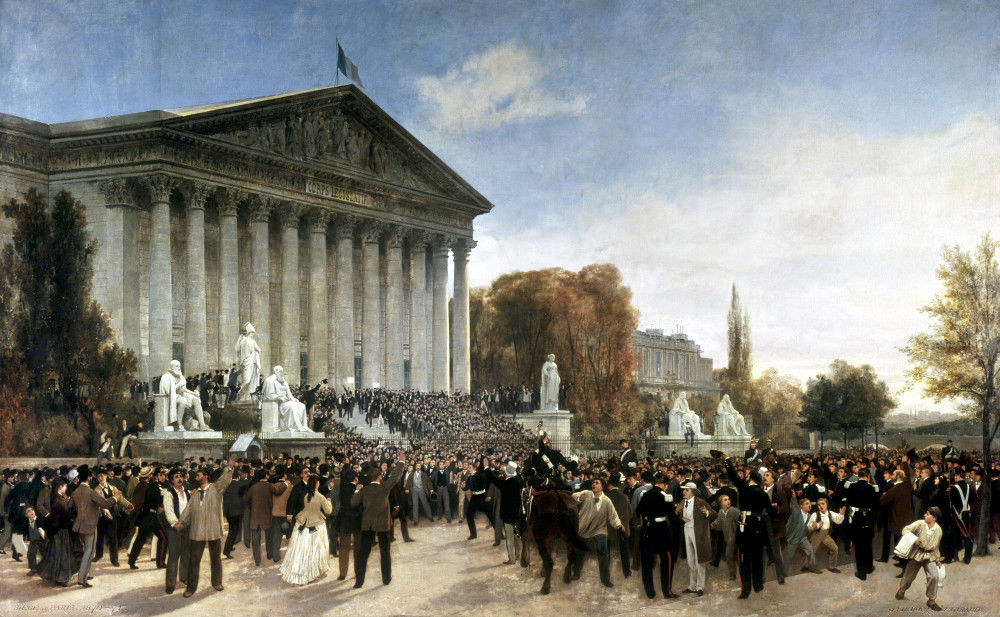
Palatul Corpului Legislativ⁠(d) după ultima ședință
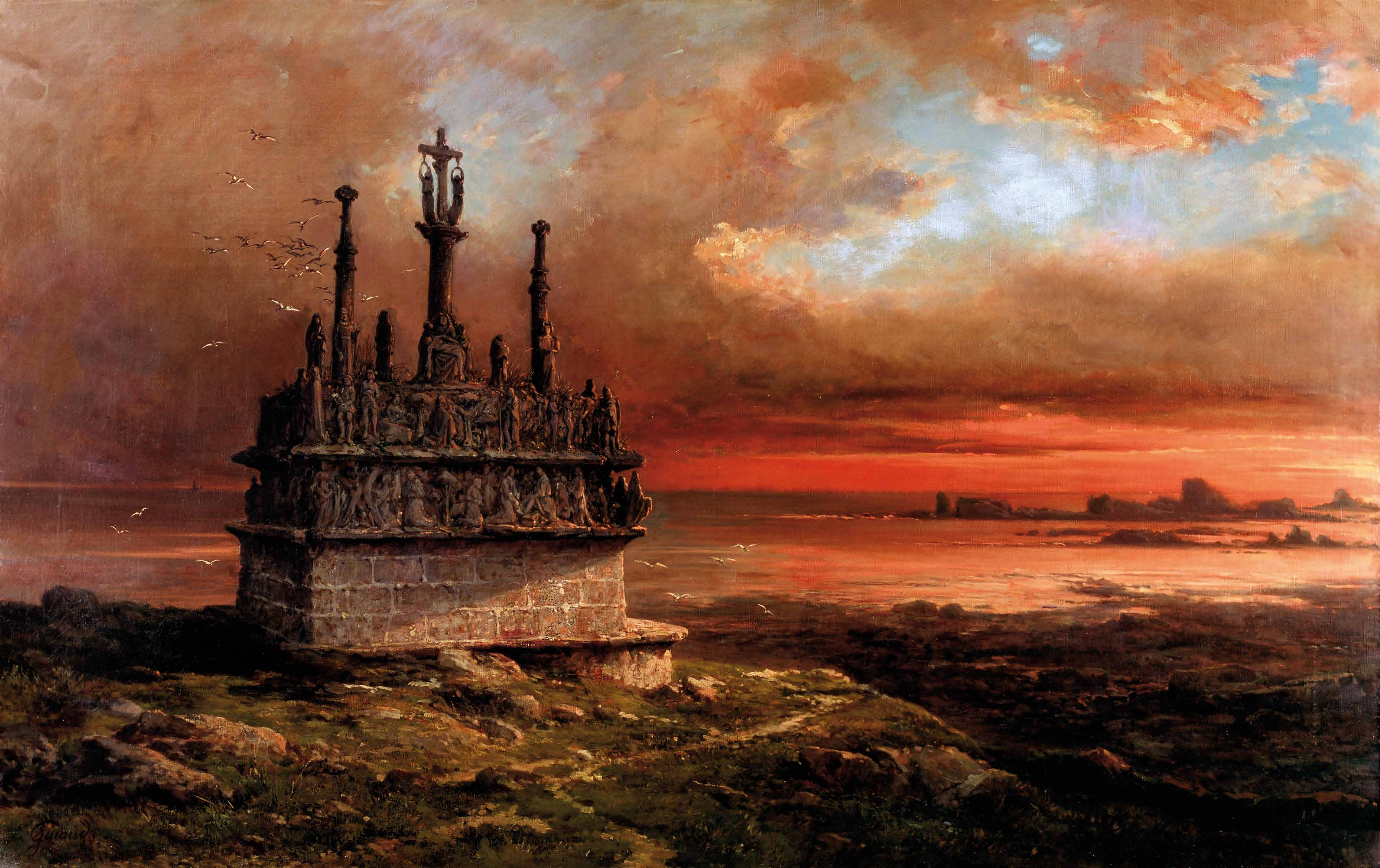
Calvarul de la Tronoën⁠(d)
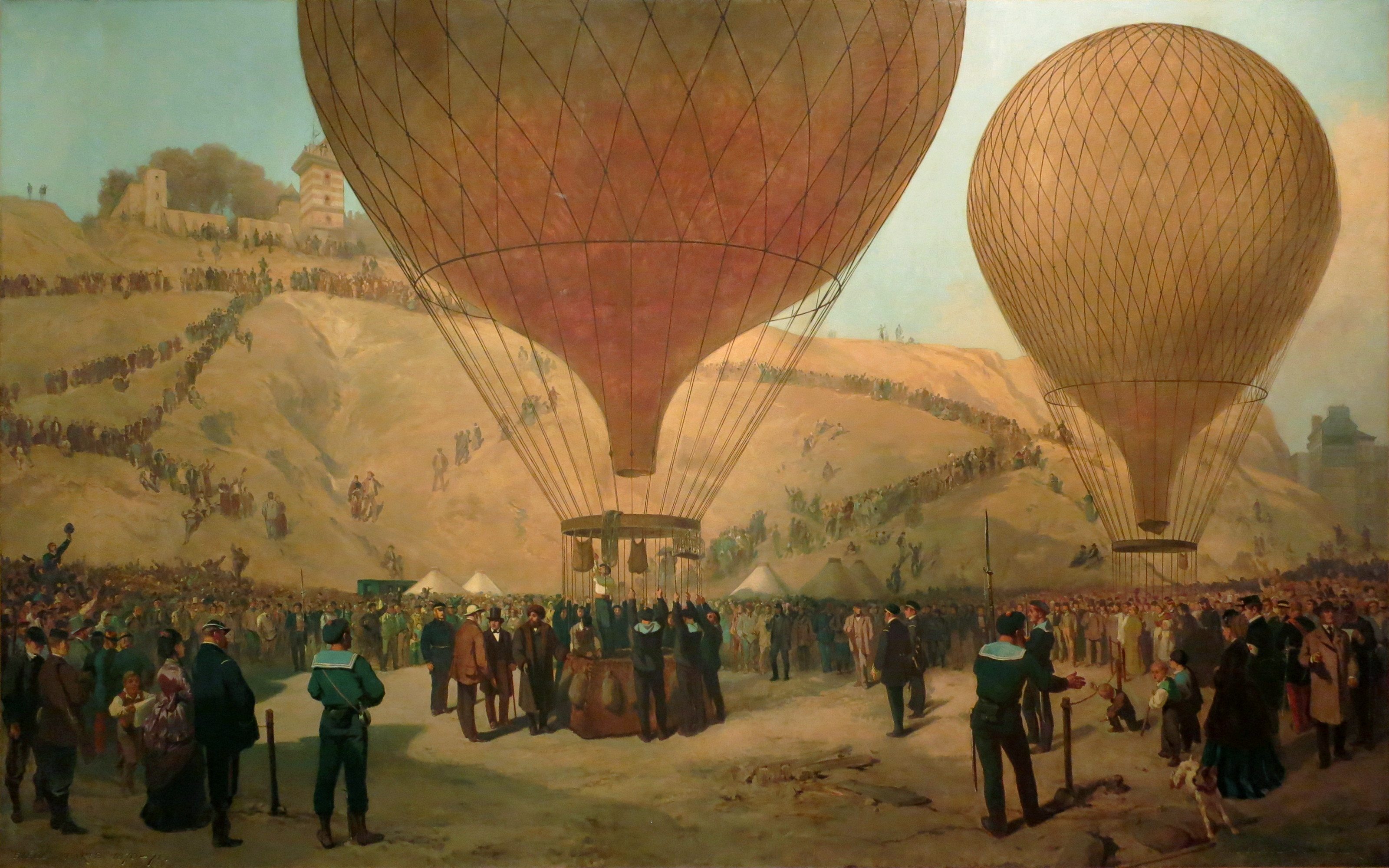
Léon Gambetta plecând pe Armand-Barbès
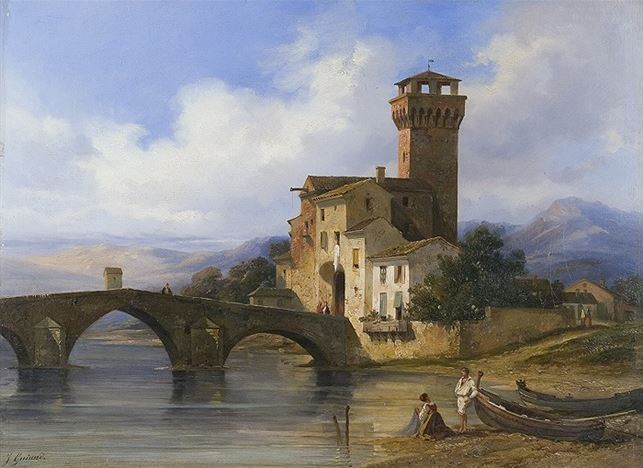
Arhitectura podului în Italia